# Sejm zwyczajny 1666 (II)
Sejm 1666 – sejm zwyczajny I Rzeczypospolitej został zwołany 31 sierpnia 1666 roku do Warszawy. 
Sejmiki przedsejmowe w województwach odbyły się: dobrzyński 24 września, a kujawski i wiszeński 28 września 1666 roku. 
Marszałkiem sejmu obrano Marcina Oborskiego starostę liwskiego. Obrady trwały od 9 listopada do 23 grudnia 1666 roku. Sejm został zerwany przez Teodora Łukomskiego. 
Sejm zwołano w celu zatwierdzenia m.in. ugody w Łęgonicach, która zawartej 31 lipca 1666 r. po ciężkiej klęsce wojsk królewskich w bitwie pod Mątwami z rokoszanami Lubomirskiego. Król odstąpił od planów elekcji vivente rege, zapewnił amnestię i zaległy żołd zbuntowanym żołnierzom, zaś Jerzy Lubomirski przeprosiwszy króla wyjechał zagranicę. Sejm miał zapewnić pacyfikację. Po burzliwych obradach sejm został zerwany przez Teodora Łukomskiego.